# Талалаев, Николай Александрович
Николай Александрович Талалаев (1930—2016) — советский хозяйственный, государственный и политический деятель.

## Биография
Родился в 1930 году в Нижнем Тагиле. Член КПСС.
В 1953—1971 годах работал на Нижнетагильском металлургическом комбинате.
C 1971 г. — на советской и партийной работе в Нижнем Тагиле: председатель Тагилстроевского райисполкома, 1-й секретарь Тагилстроевского райкома КПСС, с 1974 г. — 2-й секретарь Нижнетагильского горкома КПСС, в 1976—1977 гг. — председатель Нижнетагильского горисполкома, затем 1-й секретарь горкома КПСС. 
В 1983—1987 гг. — уполномоченный Госплана СССР по Уральскому экономическому району, в 1987—1988 гг. — заместитель председателя Свердловского облисполкома, затем до апреля 1990 г. — секретарь Свердловского обкома КПСС, уполномоченный Министерства экономики РФ по Уральскому региону (1997).
Избирался депутатом Верховного Совета РСФСР 10-го созыва.
Почётный гражданин Нижнего Тагила (15 августа 1996).
Скончался 15 ноября 2016 года, похоронен на Широкореченском кладбище Екатеринбурга.